# فست‌وی
فست‌وی (انگلیسی: Fastway) شرکت پست نیوزیلندی است، که در سال ۱۹۸۳ تأسیس شد.